# سوزا (لاعب كرة قدم مواليد 1994)
سوزا هو لاعب كرة قدم برازيلي في مركز الوسط، ولد في 27 نوفمبر 1994 في Olivedos, Paraíba ‏ في البرازيل. لعب مع Esporte Clube Comercial (MS) ‏.

## وصلات خارجية
- سوزا (لاعب كرة قدم مواليد 1994) على موقع قاعدة بيانات كرة القدم.إي يو (الإنجليزية)
- سوزا (لاعب كرة قدم مواليد 1994) على موقع Soccerway.com (الإنجليزية)